# Jockey International
Pour les articles homonymes, voir Jockey (homonymie).
Jockey International est une société qui produit et qui distribue des sous-vêtements pour homme, femme et enfants. L'entreprise est basée à Kenosha aux États-Unis,. La marque marque Jockey est présente dans 120 pays.

## Histoire
Jockey alors appelé Coopers & Sons est une bonneterie fondée en 1876 par Samuel Cooper à Saint-Joseph dans le Michigan. Il crée sa société partant d'un constant, les bûcherons qui se plaignaient de la qualité de leurs grosse chaussettes à couture en laine qui les faisaient souffrir car elle n'était pas du tout adapté à leurs activités. La bonneterie connait un grand succès, en 1898 elle déménage sur un nouveau site à Kenosha en Wisconsin.
En 1900, devenue Cooper Underwear Company commence à fabriquer des sous-vêtements sous la ligne White Cat, très vite les ventes réalisées son bonne de nouveaux locaux sont construits dès 1902, à la 60e rue à Kenosha, ils abritent aujourd'hui encore le siège de la société. 
En 1929 Samuel Cooper victime de la crise de 1929 connait de graves problèmes financiers. La bonneterie Cooper Underwear Company raccourcie son nom et se renomme simplement Cooper. 
En 1934 le directeur de vente et du marketing Arthur Kneibler reçoit une carte postale de la Côte d'Azur sur laquelle on peut voir un homme en costume de bain en forme de slip. Ca donne l'idée à Arthur Kneibler de faire fabriquer des slips avec une forme de Y. Ce slip est baptisé le Jockey car il promettait un degré de confort égale au suspensoirs (le jockstrap en anglais). Le 19 janvier 1935, un jour de blizzard, Coopers  vend son premier slip au magasin Marshall Field (en) de State Street de Chicago. Le Jockey devient rapidement populaire 30 000 exemplaires sont vendus les trois premiers mois. Coopers commence la distribution à travers les États-Unis pas avions spéciaux surnommés Mascul-liner. En 1938 les slips Jockeys commence à être vendus au Canada, un premier contrat de licence est signé avec une bonneterie canadienne, J.R. Moodie. 
Prenant consistance du marchandisage en 1947 pour la première fois une marque est brodée sur la bande tissée à la taille d'un sous-vêtement sur l'ensemble des articles.
En 1960 Harry Wolf est alors embauché pour restructurer l'entreprise, au Royaume-Uni les slips sont vendus à 3 000 exemplaires par semaine, 1961 les premières licences son signé avec des pays européens, ils y mette leur patte en proposant des classiques avec une coupe plus basse et plus moderne. La ligne du Jockey Low Rise Brief pour slip taille basse.
En 1971 la bonneterie Coopers est rebaptisée Jockey Menswear, du nom de son slips, puis Jockey International l'année suivante en 1972. Les première lignes « sport » son lancées, très vite dès 1975 elles représentent un tiers du chiffre d'affaires de Jockey. La marque domine durant une longue période le monde de la mode masculine.
En 1982, Jockey sort sa première ligne de sous-vêtements pour femme Jockey For Her (Jockey pour elle) puis en 1988 de bas et collants.

### Identité visuelle (logo)

Logo des années 1960 à 2005
Logo depuis 2005[12].

## Annexe
- (en) Site officiel